# Noč (sura)
Noč (arabsko Al-Lail) je 92. sura (poglavje) v Koranu, ki jo sestavlja 21 ajatov (verzov). Je meška sura.
Med opravljanjem molitve (salata oz. namaza) pri tej suri verniki opravijo 1 ruku' (priklon).